# Nagymágocs
Nagymágocs je vas na Madžarskem, ki upravno spada pod podregijo Szentesi Županije Csongrád.